# Hurenkind und Schusterjunge

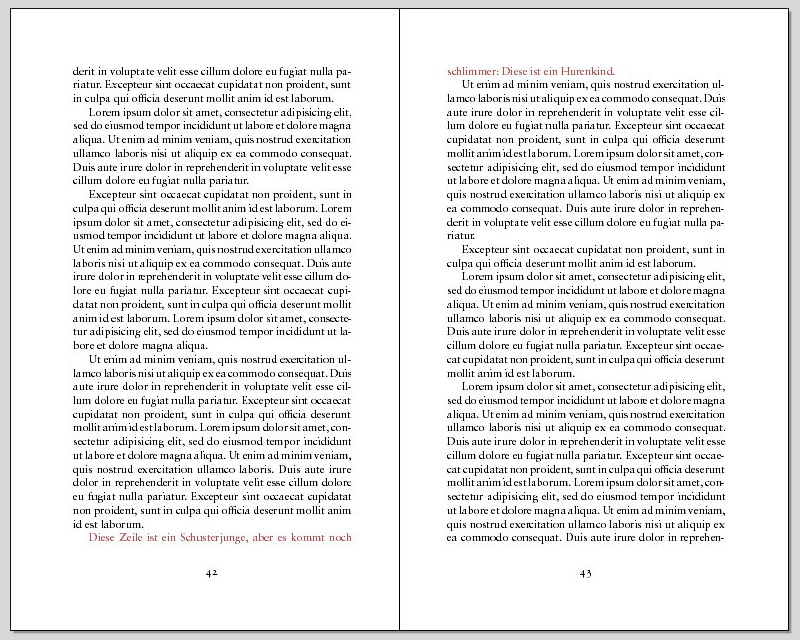
Unten links ein Schusterjunge, oben rechts ein Hurenkind

Hurenkind (auch: „Witwe“, „Witwenzeile“) und Schusterjunge (auch: „Waise“, „Waisenzeile“) sind in der Typografie zwei unterschiedliche, aber verwandte Typen von Satzfehlern, die den Leserhythmus stören und unästhetisch sind. Ein Hurenkind ist die alleinstehende letzte Zeile eines Absatzes, die oben auf einer Seite zu finden ist; ein Schusterjunge ist die alleinstehende erste Zeile eines Absatzes, die unten auf einer Seite steht.

## Zu den Begriffen
Hurenkindgelegentlich als Hundesohn, um 1900 Missgeburt, seit den 1980er Jahren manchmal Witwe (englisch widow) genannt. So wird die letzte Zeile eines Absatzes bezeichnet, wenn sie zugleich die erste einer neuen Seite oder Spalte ist. Einem alten Vorurteil nach wussten Hurenkinder nicht, wer ihr Vater war – ihre Herkunft war unklar. Verarmt bettelten sie auf der Straße. Verrutscht die letzte Zeile eines Absatzes auf die nächste Seite, weiß man beim Aufblättern dieser Seite nicht, auf welchen Inhalt sich diese erste Zeile bezieht. Die Herkunft der oben auf der Seite stehenden Zeile ging also verloren wie die eines Hurenkindes.
Schusterjungemanchmal auch als Waisen- oder Findelkind (englisch orphan) bezeichnet. So wird eine am Seiten- oder Spaltenende stehende Zeile eines neuen Absatzes bezeichnet, die auf der Folgeseite fortgesetzt wird. Früher waren es oft die Schuster, die Waisenjungen zur Lehre aufnahmen. Diese Schusterjungen mussten am Ende der Lehre den Haushalt verlassen und wussten die ganze Lehre über nicht, wohin sie danach gehen konnten. Schusterwerkstätten waren in der unteren Gebäudeetage. Hängt nur die erste Zeile eines Absatzes noch auf der Seite, weiß man beim Lesen dieser einsamen Zeile nicht, wie es weiter geht. Das Weitergehen der unten auf der Seite stehenden Zeile ist also ungewiss wie das Leben eines Schusterjungen.
Hurenkinder gelten im Schriftsatz als schwere handwerkliche Fehler, insbesondere dann, wenn sie auf die Rückseite des Blattes geraten. Dann nämlich beginnt das dort aufgeschlagene Buch mit einem völlig aus dem Zusammenhang gerissenen Satzfragment, sodass sich der Kontext nicht ohne Zurückblättern herstellen lässt. Damit beeinträchtigen sie sowohl den Lesefluss als auch die Ästhetik des Satzspiegels stark. Der Schusterjunge gilt dabei gegenüber dem Hurenkind als weniger gravierender Fehler, da er zumindest in Leserichtung und am Seitenende liegt und optisch nur dann besonders auffällt, wenn Absätze mit Einzug gesetzt werden.
Als Hurenkinderregelung gilt die entsprechende Konvention aus der Satztechnik und dem Buchdruck, dass die letzte Zeile eines Absatzes niemals am Anfang einer Buchseite stehen darf, damit das Erscheinungsbild der Seite nicht darunter leidet. Die Schusterjungenregelung gilt analog, bezogen auf die erste Zeile eines Absatzes. Je nach Satztypus ist nach diesen beiden Regeln nur ein einzeiliger Satzfehler verboten. Allerdings können auch Zwei- oder Dreizeiler am Anfang oder Ende einer Seite „verwaist“ wirken, etwa dann, wenn die Absätze mit Zeilendurchschuss gesetzt sind. Daher werden diese Regeln spezifisch nach Schrift- und Satzbild angepasst.
Am gravierendsten sind beide Fehler dann, wenn sie nur einige wenige oder gar nur ein einziges Wort oder nur eine einzige Silbe betreffen. Dies wird zusätzlich über die allgemeinen Regeln über den Zeilenumbruch abgefangen (minimale Anzahl von Zeichen/Worten nach einem Zeilenumbruch). Diese Regel alleine kann aber Hurenkind wie Schusterjunge nicht verhindern.

## Merksprüche
Als Hilfe zur Unterscheidung dieser zwei typografischen Fehler dienen folgende Merksprüche:
- „Ein Hurenkind weiß nicht, wo es herkommt, ein Schusterjunge nicht, wo er hingeht.“
- „Eine Witwe hat keine Zukunft und eine Waise keine Vergangenheit.“ – im zeitlichen Kontext (Beide stehen allein auf der Seite, aber die Witwe steht am Ende eines Absatzes, hat also in ihm keine Zukunft, die Waise steht am Anfang eines Absatzes, hat also in ihm keine Vergangenheit.)
- „Ein Schusterjunge muss unten im Keller arbeiten, ein Hurenkind steht oben verloren auf der Straße.“ – eine räumliche Merkhilfe

oder leichter zu merken kombiniert: 
- „Der Schusterjunge arbeitet einsam im Keller und weiß nicht, wohin er geht, das Hurenkind steht verloren oben und weiß nicht, wo es herkommt.“

## Vermeidung
Vor der Einführung dieser Regel war es üblich, durchgängig das erste Wort der folgenden Rückseite rechtsbündig unter die letzte Zeile und das letzte Wort der Vorderseite linksbündig über die erste Zeile zu setzen, sodass man insbesondere beim lauten Vorlesen den Kontext im Geist „mitnehmen“ und die Intonation vor und nach dem Umblättern anpassen konnte. Diese Gepflogenheit kam in der jüngeren Neuzeit abhanden. In Zeiten des Typensatzes konnten nur Setzer mit geschultem Auge solche Satzfehler vermeiden, indem sie frühzeitig beim Erstellen der Seite den Zeilenumbruch des umliegenden Textes sowie die Laufweite mittels Wortzwischenraum, Sperren und Zeilendurchschuss (Wort-, Buchstaben und Zeilenabstände) anpassten, sodass am Ende der Satzspiegel gewahrt wurde.
Heutzutage werden diese Aufgaben von Desktop-Publishing-Software (DTP) übernommen; die hier meist verwendete Bezeichnung für das Hurenkind- und Schusterjungenproblem ist Absatzkontrolle. Diese wird von den meisten Layoutprogrammen und Textverarbeitungen als Standard angeboten. Solche Programme im Menü-System oder mit kombinierter Menü- und Palettensteuerung sind:
- Adobe InDesign: Fenster→Formate→Absatzformate (ruft die Palette auf) ... Kontextmenü Format bearbeiten→Umbruchoptionen→Zeilen nicht trennen
- Apple Pages (macOS): In den Absatz klicken, in dem Hurenkind oder Schusterjunge zu sehen ist. Seitenleiste Format → oben Mehr → Absatz und Zeilenumbruch → Alleinstehende Zeilen verhindern
- Microsoft Word (2003/2004): Format→Absatz→Zeilen- und Seitenumbruch→Absatzkontrolle
- Microsoft Word (2007–2016): Start→Absatz→Zeilen- und Seitenumbruch→Absatzkontrolle
- Microsoft Office (seit 2016): Start → Formatvorlage auswählen → Rechtsklick und Ändern → Format → Absatz→ Zeilen- und Seitenumbruch → Absatzkontrolle auswählen
- Open-/LibreOffice-Writer: Format→Absatz→Textfluss
- QuarkXPress: Fenster→Stilvorlagen (ruft die Palette auf) ... Kontextmenü Stilvorlage bearbeiten→Formate→Zeilen zusammenhalten
- TextMaker: Start→Absatz→Textfluss
- WordPerfect: Format→Text zusammenhalten

Bei LaTeX sind die Parameter \widowpenalty und \clubpenalty einzufügen und in der Webtypografie kann mittels der CSS-Eigenschaften orphans und widows festgelegt werden, wie viele Zeilen des Absatzes am Seitenende oder -anfang (also vor oder nach dem Seitenumbruch) stehen müssen. Das findet auch bei Druckversionen von Webseiten Anwendung.
Sind die Probleme nicht automatisiert lösbar, kann der Text manuell durch Manipulation der Wort- oder Zeichenabstände (Spationierung), Variation der Unterschneidung sowie Veränderung der Silbentrenn-Einstellungen, Zeilenzahl oder Spaltenbreite fachgerecht angepasst werden. Als Ultima Ratio ist es ferner möglich, dass der Lektor oder Autor einen Textabsatz verlängert oder kürzt – dieses Vorgehen wird von Typographen allerdings kritisiert. Besonders kritisch ist dieser tiefe Eingriff in den Schriftsatz bei Texten mit vielen kurzen Absätzen; dann können sich ganze Serien von Hurenkindern und Schusterjungen bilden, die bei jeder Anpassung in neuer Gestalt auftreten. Weil im elektronischen Satz Feinheiten wie Zeilendurchschuss- und Sperrvariation nur bei hochqualitativen Satzprogrammen üblich sind, müssen im Low-end-DTP typischerweise Hurenkind- und Schusterjungenregel umfassender gewählt werden, als das ein Schriftsetzer oder professioneller Algorithmus tut. Zu großzügig gewählte Regeln können andererseits zu unschönen Häufungen übertriebener Wortzwischenräume auch ober- oder unterhalb führen, insbesondere im Blocksatz.